# フロリダ州会議事堂

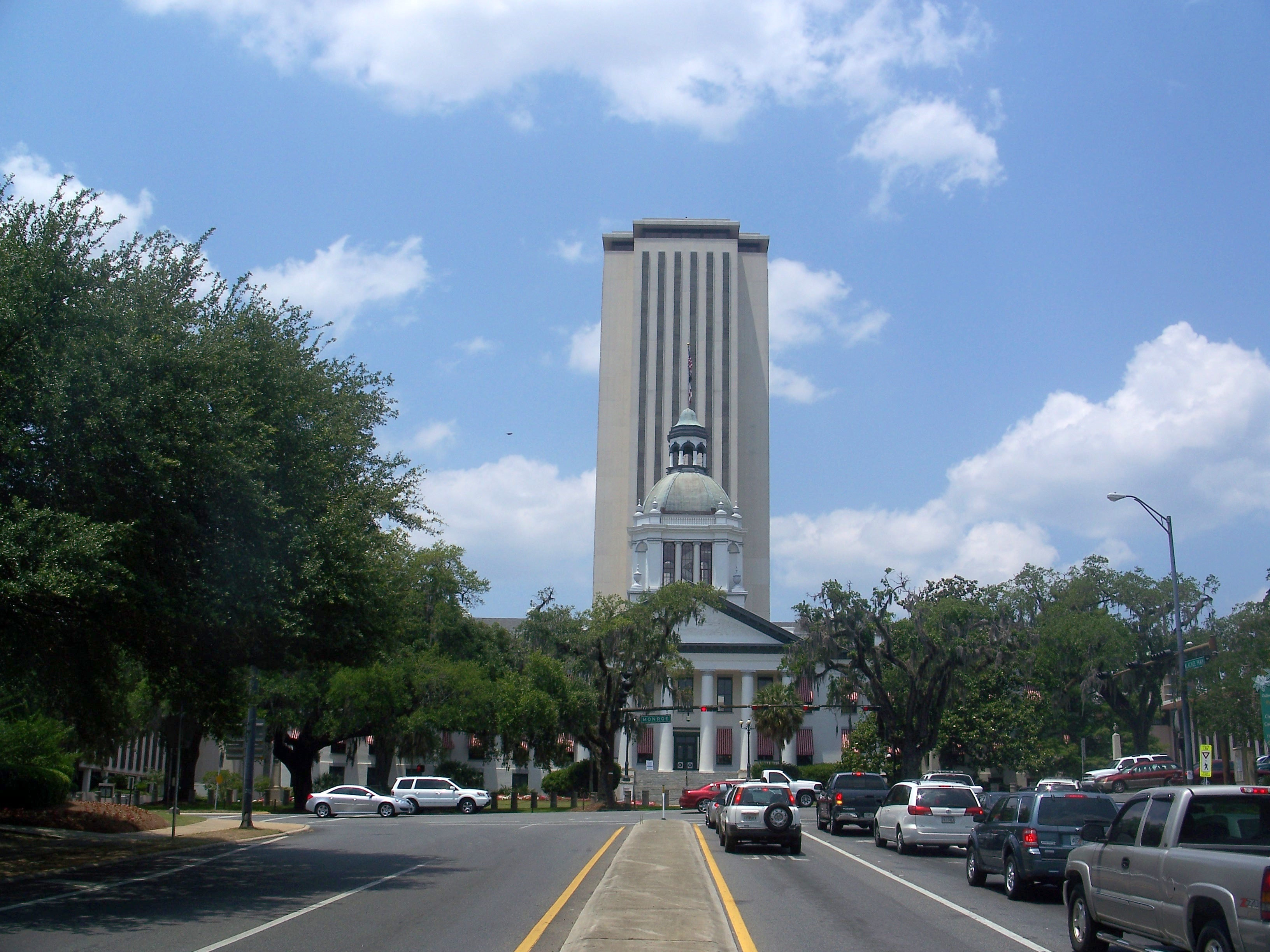
アパラチー・ストリートからフロリダ州会議事堂を望む

フロリダ州会議事堂（フロリダしゅうかいぎじどう、Florida State Capitol）は、アメリカ合衆国フロリダ州の州都タラハシーに立地する同州議会の議事堂。タラハシーのダウンタウンの中心、アパラチー・パークウェイがモンロー・ストリートと交わる丁字路の突き当たりに建っている。敷地内には1977年に完成した22階建ての新庁舎、およびそのウィングが、1845年に建てられた旧庁舎をコの字型に囲むようにして建っている。新庁舎内にはフロリダ州議会の上下両院の議場をはじめ、州の立法機関および行政機関の事務所が置かれている。一方、1973年に国家歴史登録財に指定された旧庁舎は新庁舎の完成後、1902年当時の姿に復元され、博物館になっている。

## 歴史

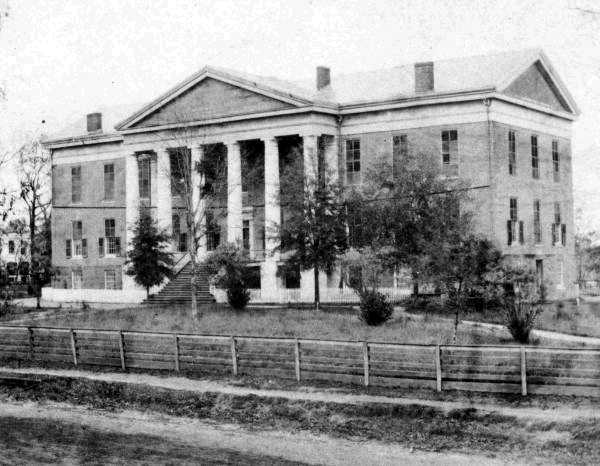
旧フロリダ州会議事堂（1845年）

1824年、植民地時代に東西フロリダそれぞれの首都であったセントオーガスティンとペンサコーラの中間点に、フロリダ準州の州都となるべくタラハシーが創設され、丸太造の準州会議事堂が建てられた。その後、恒久的な準州会議事堂の建設が進められ、1845年、フロリダの州昇格とほぼ同時に、ギリシアリバイバル様式の旧州会議事堂が完成した。この旧州会議事堂には、1902年にドームが、1923年にウィングおよび大理石の内装が、1936年に州下院の北側ウィングが、そして1947年に州上院の南側ウィングがそれぞれ増築された。
1902年の州会議事堂はフロリダ州政府の立法・行政・司法機関がすべて1つの庁舎の中に入った最後の庁舎であった。1913年には、フロリダ州最高裁判所が州会議事堂から専用の庁舎に移った。現在のフロリダ州最高裁判所庁舎は、州会議事堂の1ブロック西に立地している。

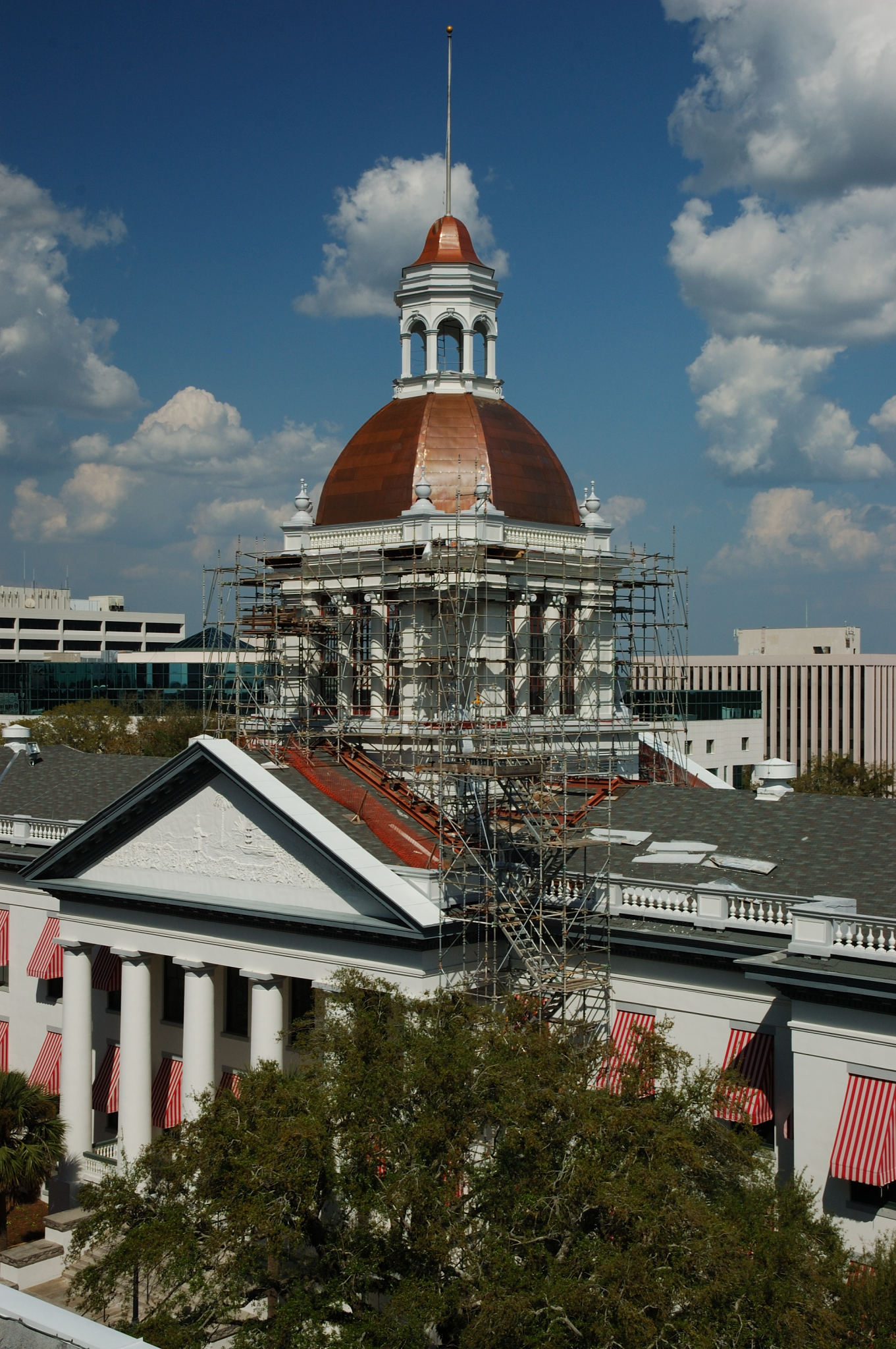
旧州会議事堂のドームの屋根の張り替え工事

1977年に新庁舎が完成すると、旧庁舎の取り壊しが危惧された。しかし、市民運動により旧庁舎は取り壊しを免れ、翌1978年から4年の歳月を費やして、1902年の姿に復元した上で、博物館として転用されることになった。2010年には、旧庁舎に風雨による著しい経年劣化が見られたため、州の管理サービス局と地元建築事務所MLDアーキテクツが協同で旧庁舎の内外装改修工事を行った。この工事によって、旧庁舎のドームの屋根が銅板に張り替えられ、朽ちていた窓は修理・補強され、元々のほぞ組み構造は支柱で補強された。

## 庁舎概観
フロリダ州会議事堂のモダニズム建築様式の庁舎はニューヨークのエドワード・ダレル・ストーンおよびジャクソンビルの建築事務所レイノルズ・スミス・アンド・ヒルズによって設計されたものである。この新庁舎は地上22階、地下3階の本庁舎を中心に、南北に5階建ての、ドームのかぶせられたウィングがついており、旧州会議事堂をコの字型に囲むようにして建っている。
1階には州知事室、および州閣僚の事務室が置かれている。また、1階にはフロリダ・ウェルカム・センターが設置されており、議事堂のガイド付きツアーの受付窓口になっている。州議会の上下両院の議長室、書記官室、議員事務室、委員会室、会議室、および守衛室は2-4階に設けられている。また、4階には上下両院の本会議場が置かれ、5階に傍聴席がある。その上、6-21階には州の立法機関や行政機関の事務室が置かれている。最上階の22階は展望台として、来館者に無料で開放されている。
一方、新庁舎の前面に建つ旧庁舎は博物館になっている。この博物館は先史時代から植民地時代、南北戦争、公民権運動、冷戦下でのキューバ系移民受け入れ、2000年の大統領選挙に至るまでのフロリダ州の歴史や、歴代州知事、州の自然環境、州の開発に関する事物を常設展示している。また、旧庁舎内の州知事室、州議会の上下両院の議場、州最高裁判所はそれぞれ、1902年の頃のものに復元され、展示室自体が展示物となっている。

## 敷地

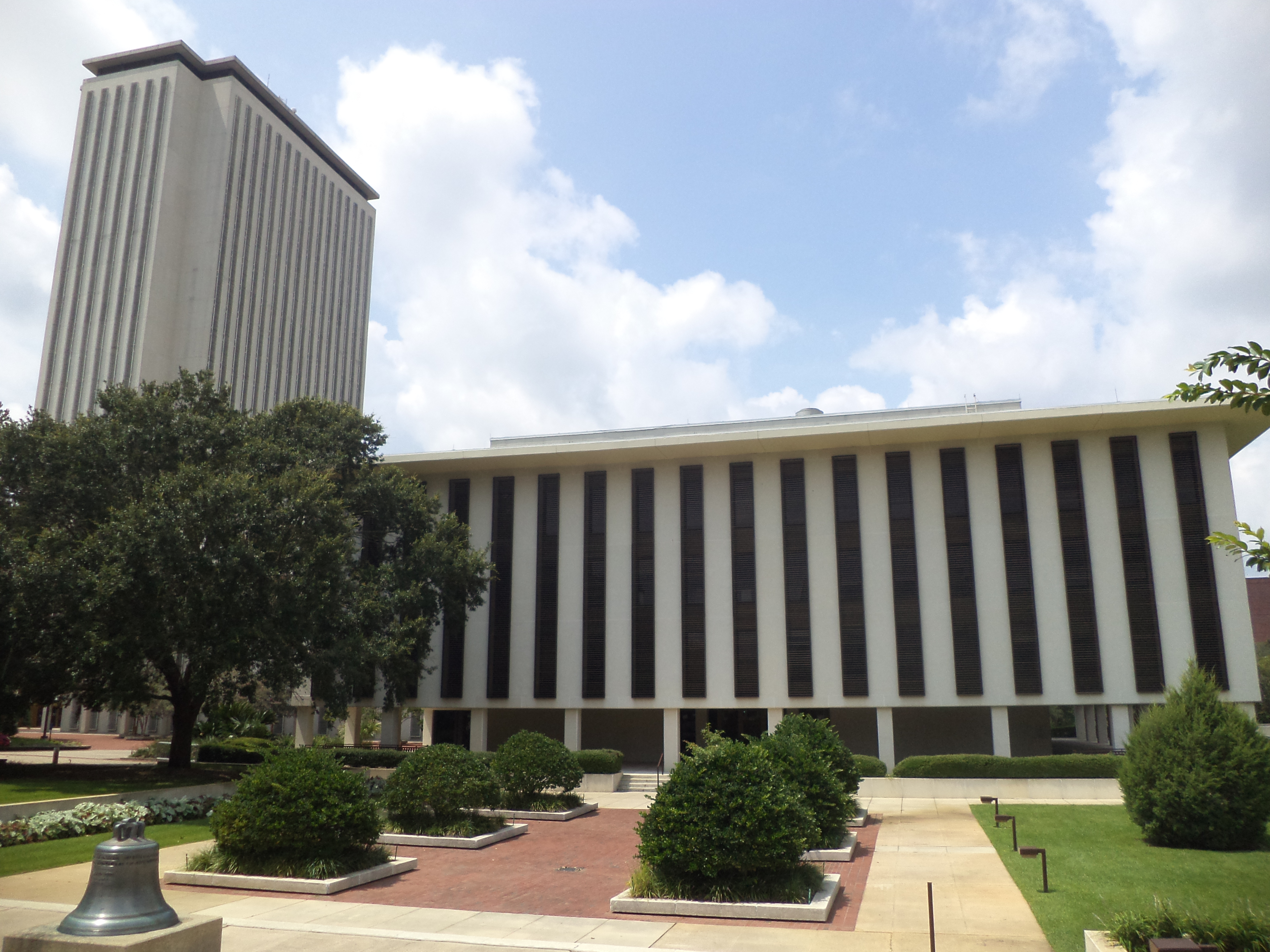
州下院ウィング正面。左下は自由の鐘のレプリカ。

1950年に製造され、各州に贈られた自由の鐘のレプリカは、フロリダ州会議事堂においては州下院のウィングの東正面に置かれている。この銅合金製のレプリカは、もともとは旧庁舎内に置かれていたが、その重さに対する懸念から、新庁舎西側のウォラー・パークに移された後、1980年前後に現在の位置に移された。
旧庁舎の周囲には2本のオベリスクが立っている。1本は第3次セミノール戦争の最中、ロイヤルパークハンモックの戦いで戦死したジョン・パークヒル大尉の碑である。この碑はもう1本は旧庁舎の北東に立つ、レオン郡から南北戦争に出征した兵士の碑である。また、旧庁舎と新庁舎の間の中庭にはマーティン・ルーサー・キング・ジュニア牧師の碑や、イラク戦争でのパープルハート章受章者の碑も立っている。
また、旧庁舎の正面北側には、樹齢100年を超えるマグノリアの木が植えられている。